# Factor de mediu

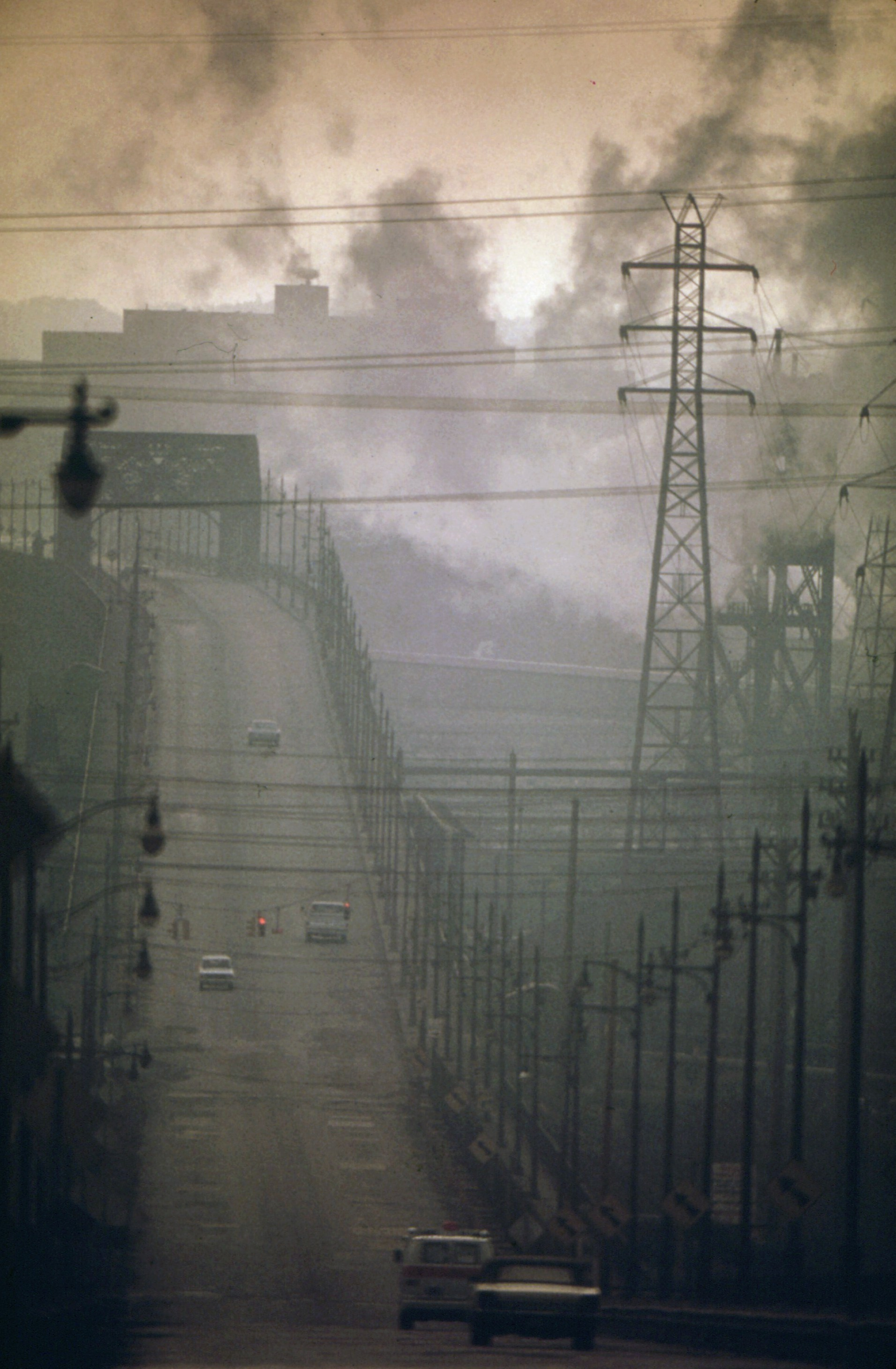
Una dintre cauzele cancerului sunt factorii de mediu.

Factorul de mediu sau factorul ecologic (numit și ecofactor) este un element material capabil de a produce o acțiune directă sau indirectă asupra altor elemente materiale, provocând reacții corespunzătoare.
Se deosebesc mai multe categorii de factori (de mediu):
- factori antropici ai climei: activități ale omului care contribuie la modificarea climei (defrișări, desecări, irigații, poluarea atmosferei).
- factori ecologici: capabili de a influența viața organismelor.
- factori abiotici (fizici, climatici și hidrici): aerul, apa, lumina, căldura, umiditatea, vântul.
- factori geomorfologici: altitudinea reliefului, înclinarea, expunerea.
- factori edafici: solul cu proprietățile lui fizice, chimice și biologice.
- factori biotici: interrelații fitocenotice, zoocenotice, biocenotice.